# Apple Corps
Apple Corps Ltd (znano tudi kot Apple) je multimedijsko podjetje, ki je bilo ustanovljeno leta 1968 v Londonu s strani članov skupine The Beatles. Njegov glavni oddelek je založba Apple Records, ki je bila ustanovljena istega leta. Ostali oddelki vključujejo še Apple Electronics, Apple Films, Apple Publishing in Apple Retail. Konec 60. let dvajsetega stoletja je sedež podjetja bil v zgornjih nadstropjih stavbe na ulici Baker Street 94, potem na ulici Wigmore Street 95, končno pa se je prestavil na ulico Saville Row 3. Stavba na zadnjem naslovu je bila znana tudi kot "Apple Building", kjer je domoval Apple Studio.
Od leta 1970 do 2007 je Applov direktor bil Neil Aspinall, ki je mesto direktorja zasedel po odhodu Allena Kleina. Trenutni direktor je Jeff Jones. Leta 2010 je bilo podjetje Apple Corps uvrščeno na 2. mesto lestvice najbolj inovativnih podjetij v glasbeni industriji. Ključna poteza je bila izdaja video igre The Beatles: Rock Band in remastering diskografije skupine Beatles.